# 海と島の歴史資料館
海と島の歴史資料館（うみとしまのれきししりょうかん）は、広島県豊田郡大崎上島町にある資料館。別称、大望月邸。

## 概要
大崎上島にある歴史民俗資料館。建物自体は1875年（明治8年）起工1881年（明治14年）竣工。「大望月」と呼ばれた大崎上島の望月姓の宗家で、江戸時代から明治に廻船操業・造船業でならし大正・昭和にかけて政治家一家として知られた望月家の邸宅。元内務大臣望月圭介、元広島県議会議員望月俊吉・望月乙也、の3兄弟の生家である。望月家が手放し人手に渡って居た所へ大崎上島町が買い取り資料館として再整備し2002年開館した。管理は大崎上島町教育委員会。
島の歴史文化資料を展示している。特に県下の廻船業の歴史、島の宝100景である「櫂伝馬競漕」の資料、島の北側が国の天然記念物「スナメリ回遊海面」であるためその資料、当時の船乗りが見聞きして書いた桜田門外の変の図と書状が貴重な資料である。
北側には大崎公園（望月公園）があり、毎年春にはさくら祭りが行われている。

## 建物
3兄弟の父で第一回県会の時の県議望月東之助が建てたもの。当初施工は近隣の宮大工によるもので具体的な名前は不明。資料館として再整備時の設計はあい設計、施工は増岡組。
建築面積726m2 、延床面積712m2 。母屋・長屋門・展示棟（竣工当時は蔵）からなる。通称「地獄造り」という建築様式で、木組には釘を使わずすべてハメ込/組込で、当時はたったひとつある所を解くと家がバラバラになると言われていた（補修後は不明）。主部材はツガ・ヒノキ・ケヤキ、土間にはクリが用いられている。武家屋敷を思わせるような壮大な建物となったのは、当時島内には宮本家という商売敵の廻船問屋がおり望月家はこれに対抗しようと大きな邸宅を構えたため、あるいはこの時代の望月家は三菱高島炭鉱からの石炭運搬を一手に引き受け造船業や石灰・石材など建築資材の運搬など島の経済を支えたほどの豪商であり人が多く出入りしていたことから大きくせざるを得なかったため。　
- 母屋
  - 建坪176坪[1]。木造瓦葺2階建入母屋造[8]。
  - むくり屋根で中央に煙抜きを設ける[1]。その屋根を支える部分は「船枻造り（せがいつくり）」という和船造りの技術が使われている[1]。
  - 1部屋だけ隠し部屋（二重天井）がある[1]。当初東之助は全部屋に二重天井を設けようとしていたが、父（3兄弟にとっては祖父）の善三郎による「無理に男衆の部屋まで二重天井にすることはなかろう」という助言によりこうなった[2]。

- 展示棟（旧蔵） : 建坪15坪[1]。
- 長屋門 : 建坪29坪[1]。

## 利用情報
- 開館 :  9:00 - 17:00
- 休日 : 月曜日、月末、年末年始
- 料金 : 大人200円、小人100円
- 無料駐車場あり

## 交通
島外から島内へはすべて船でのアクセスになる。
- 白水港から車で約5分、徒歩で約20分